# Coupe des Amériques masculine de basket-ball
Cet article traite de la compétition masculine. Pour la compétition féminine, voir Coupe des Amériques féminine de basket-ball.
La Coupe des Amériques masculine de basket-ball (FIBA AmeriCup) est la compétition opposant les sélections nationales masculine de basket-ball des différents pays d'Amérique.
Jusqu'en 2015, le Championnat des Amériques avait lieu tous les deux ans et servait également de tournoi de qualification pour la Coupe du monde FIBA et les Jeux olympiques d'été. Cependant, depuis 2017, l'AmeriCup, comme tous les autres championnats continentaux FIBA masculins, se joue tous les quatre ans. Les championnats continentaux ne font plus partie du processus de qualification pour la Coupe du monde ni pour les Jeux olympiques. La compétition avait pour nom « Tournoi des Amériques » à sa création en 1980. Il a été renommé « Championnat des Amériques » (FIBA Americas Championship en anglais) en 2005 et « Coupe des Amériques » (FIBA AmeriCup en anglais) en 2017. La FIBA Amériques organise désormais un seul tournoi pour l'ensemble des pays d'Amérique du Nord, d'Amérique Centrale, des Caraïbes et d'Amérique du Sud. Le Championnat des Amériques est le tournoi majeur, le seul qualificatif pour les Jeux olympiques ou les Championnats du Monde. Cependant, des tournois régionaux demeurent comme le championnat d'Amérique du Sud, le CentroBasket, le Championnat COCABA et le Championnat CBC.

## Palmarès

### Par édition
| Éd. | Année | Pays hôte              | Finale         | Finale | Finale     | Petite finale          | Petite finale | Petite finale               | Meilleur joueur |
| Éd. | Année | Pays hôte              | Champion       | Score  | Deuxième   | Troisième              | Score         | Quatrième                   | Meilleur joueur |
| --- | ----- | ---------------------- | -------------- | ------ | ---------- | ---------------------- | ------------- | --------------------------- | --------------- |
| 1re | 1980  | Porto Rico             | Porto Rico     | –      | Canada     | Argentine              | –             | Brésil                      | Non décerné     |
| 2e  | 1984  | Brésil                 | Brésil         | –      | Uruguay    | Canada                 | –             | Panama                      | Non décerné     |
| 3e  | 1988  | Uruguay                | Brésil (2)     | 101–92 | Porto Rico | Canada                 | 87–70         | Uruguay                     | Non décerné     |
| 4e  | 1989  | Mexique                | Porto Rico (2) | 89–80  | États-Unis | Brésil                 | 158–124       | Venezuela                   | Non décerné     |
| 5e  | 1992  | États-Unis             | États-Unis     | 127–80 | Venezuela  | Brésil                 | 93–91         | Porto Rico                  | Non décerné     |
| 6e  | 1993  | Porto Rico             | États-Unis (2) | 109–95 | Porto Rico | Argentine              | 98–91         | Brésil                      | Non décerné     |
| 7e  | 1995  | Argentine              | Porto Rico (3) | 87–86  | Argentine  | Brésil                 | 97–77         | Canada                      | Non décerné     |
| 8e  | 1997  | Uruguay                | États-Unis (3) | 95–86  | Porto Rico | Brésil                 | 76–75         | Argentine                   | Non décerné     |
| 9e  | 1999  | Porto Rico             | États-Unis (4) | 92–66  | Canada     | Argentine              | 103–101       | Porto Rico                  | Nash            |
| 10e | 2001  | Argentine              | Argentine      | 78–59  | Brésil     | Canada                 | 102–95        | Porto Rico                  | Ginóbili        |
| 11e | 2003  | Porto Rico             | États-Unis (5) | 106–73 | Argentine  | Porto Rico             | 79–66         | Canada                      | Nash            |
| 12e | 2005  | République dominicaine | Brésil (3)     | 100–88 | Argentine  | Venezuela              | 93–83         | États-Unis                  | Machado         |
| 13e | 2007  | États-Unis             | États-Unis (6) | 118–81 | Argentine  | Porto Rico             | 111–107       | Brésil                      | Scola           |
| 14e | 2009  | Porto Rico             | Brésil (4)     | 61–60  | Porto Rico | Argentine              | 88–73         | Canada                      | Scola           |
| 15e | 2011  | Argentine              | Argentine (2)  | 80–75  | Brésil     | République dominicaine | 103–89        | Porto Rico                  | Scola           |
| 16e | 2013  | Venezuela              | Mexique        | 91–89  | Porto Rico | Argentine              | 103–93        | République dominicaine      | Ayón            |
| 17e | 2015  | Mexique                | Venezuela      | 76–71  | Argentine  | Canada                 | 87–86         | Mexique                     | Scola           |
| 18e | 2017  | ARG COL URU            | États-Unis (7) | 81–76  | Argentine  | Mexique                | 79–65         | Îles Vierges des États-Unis | Warney          |
| 19e | 2022  | Brésil                 | Argentine (3)  | 75–73  | Brésil     | États-Unis             | 84–80         | Canada                      | Deck            |
| 20e | 2025  | Nicaragua              |                | –      |            |                        | –             |                             |                 |

## Médailles par pays
|          | Tableau masculin       |    |        |        |       |
| Position | Pays                   | Or | Argent | Bronze | Total |
| Position | Pays                   |    |        |        | Total |
| 1        | États-Unis             | 7  | 1      | 0      | 8     |
| 2        | Brésil                 | 4  | 2      | 4      | 10    |
| 3        | Argentine              | 3  | 6      | 5      | 13    |
| 4        | Porto Rico             | 3  | 5      | 2      | 10    |
| 5        | Venezuela              | 1  | 1      | 1      | 3     |
| 6        | Mexique                | 1  | 0      | 1      | 2     |
| 7        | Canada                 | 0  | 2      | 4      | 6     |
| 8        | Uruguay                | 0  | 1      | 0      | 1     |
| 9        | République dominicaine | 0  | 0      | 1      | 1     |

## Résultats par pays
|  | Équipe                      | 1980 | 1984 | 1988 | 1989 | 1992 | 1993 | 1995 | 1997 | 1999 | 2001 | 2003 | 2005 | 2007 | 2009 | 2011 | 2013 | 2015 | 2017 | 2022 | 2025 | Total |
|  | Argentine                   | 3e   | 7e   | 5e   | 8e   | 5e   | 3e   | 2e   | 4e   | 3e   | 1er  | 2e   | 2e   | 2e   | 3e   | 1er  | 3e   | 2e   | 2e   | 1er  |      | 19    |
|  | Bahamas                     | -    | -    | -    | -    | -    | -    | 8e   | -    | -    | -    | -    | -    | -    | -    | -    | -    | -    | -    | -    |      | 1     |
|  | Barbade                     | -    | -    | -    | -    | -    | -    | 10e  | -    | -    | -    | -    | -    | -    | -    | -    | -    | -    | -    | -    | -    | 1     |
|  | Brésil                      | 4e   | 1er  | 2e   | 3e   | 3e   | 4e   | 3e   | 3e   | 6e   | 2e   | 7e   | 1er  | 4e   | 1er  | 2e   | 9e   | 9e   | 10e  | 2e   |      | 19    |
|  | Canada                      | 2e   | 3e   | 3e   | 5e   | 6e   | 7e   | 4e   | 5e   | 2e   | 3e   | 4e   | 10e  | 5e   | 4e   | 6e   | 6e   | 3e   | 8e   | 4e   |      | 19    |
|  | Colombie                    | -    | -    | -    | -    | -    | -    | -    | -    | -    | -    | -    | -    | -    | -    | -    | -    | -    | 11e  | 9e   |      | 2     |
|  | Cuba                        | 6e   | 8e   | -    | 7e   | 8e   | 5e   | 5e   | 6e   | 10e  | -    | -    | -    | -    | -    | 10e  | -    | 10e  | -    | -    |      | 10    |
|  | Équateur                    | -    | -    | -    | 12e  | -    | -    | -    | -    | -    | -    | -    | -    | -    | -    | -    | -    | -    | -    | -    | -    | 1     |
|  | États-Unis                  | -    | -    | -    | 2e   | 1er  | 1er  | -    | 1er  | 1er  | 10e  | 1er  | 4e   | 1er  | -    | -    | -    |      | 1er  | 3e   |      | 11    |
|  | Îles Vierges des États-Unis | -    | -    | -    | -    | -    | -    | -    | -    | -    | 7e   | 10e  | -    | 10e  | 10e  | -    | -    | -    | 4e   | 12e  | -    | 5     |
|  | Jamaïque                    | -    | -    | -    | -    | -    | -    | -    | -    | -    | -    | -    | -    | -    | -    | -    | 8e   | -    | -    | 12e  | -    | 2     |
|  | Mexique                     | 5e   | 5e   | 6e   | 9e   | 9e   | -    | -    | 10e  | -    | 9e   | 6e   | 9e   | 7e   | 7e   | -    | 1er  | 4e   | 3e   | 5e   |      | 15    |
|  | Nicaragua                   | -    | -    | -    | -    | -    | -    | -    | -    | -    | -    | -    | -    | -    | -    | -    | -    | -    | -    | -    | Q    | 1     |
|  | Panama                      | -    | 4e   | -    | 11e  | 7e   | 8e   | -    | -    | 9e   | 6e   | -    | 5e   | 9e   | 8e   | 8e   | -    | 7e   | 12e  | 11e  |      | 13    |
|  | Paraguay                    | -    | -    | -    | 10e  | -    | -    | -    | -    | -    | -    | -    | -    | -    | -    | 9e   | 10e  | -    | -    | -    |      | 3     |
|  | Porto Rico                  | 1er  | 6e   | 1er  | 1er  | 4e   | 2e   | 1er  | 2e   | 4e   | 4e   | 3e   | 7e   | 3e   | 2e   | 4e   | 2e   | 5e   | 5e   | 6e   |      | 19    |
|  | République dominicaine      | -    | 9e   | -    | 6e   | -    | 9e   | 7e   | 9e   | 7e   | -    | 8e   | 6e   | -    | 5e   | 3e   | 4e   | 6e   | 7e   | 8e   |      | 14    |
|  | Uruguay                     | 7e   | 2e   | 4e   | -    | 10e  | 10e  | 6e   | 8e   | 8e   | 8e   | 9e   | 8e   | 6e   | 6e   | 7e   | 7e   | 8e   | 6e   | 10e  |      | 18    |
|  | Venezuela                   | -    | -    | 7e   | 4e   | 2e   | 6e   | 9e   | 7e   | 5e   | 5e   | 5e   | 3e   | 8e   | 9e   | 5e   | 5e   | 1er  | 9e   | 7e   |      | 17    |

## Meilleur joueur
| Année | Nationalité | Joueur             |
| ----- | ----------- | ------------------ |
| 2001  | Argentine   | Emanuel Ginóbili   |
| 2003  | Canada      | Steve Nash         |
| 2005  | Brésil      | Marcelinho Machado |
| 2007  | Argentine   | Luis Scola         |
| 2009  | Argentine   | Luis Scola         |
| 2011  | Argentine   | Luis Scola         |
| 2013  | Mexique     | Gustavo Ayón       |
| 2015  | Argentine   | Luis Scola         |
| 2017  | États-Unis  | Jameel Warney      |
| 2022  | Argentine   | Gabriel Deck       |

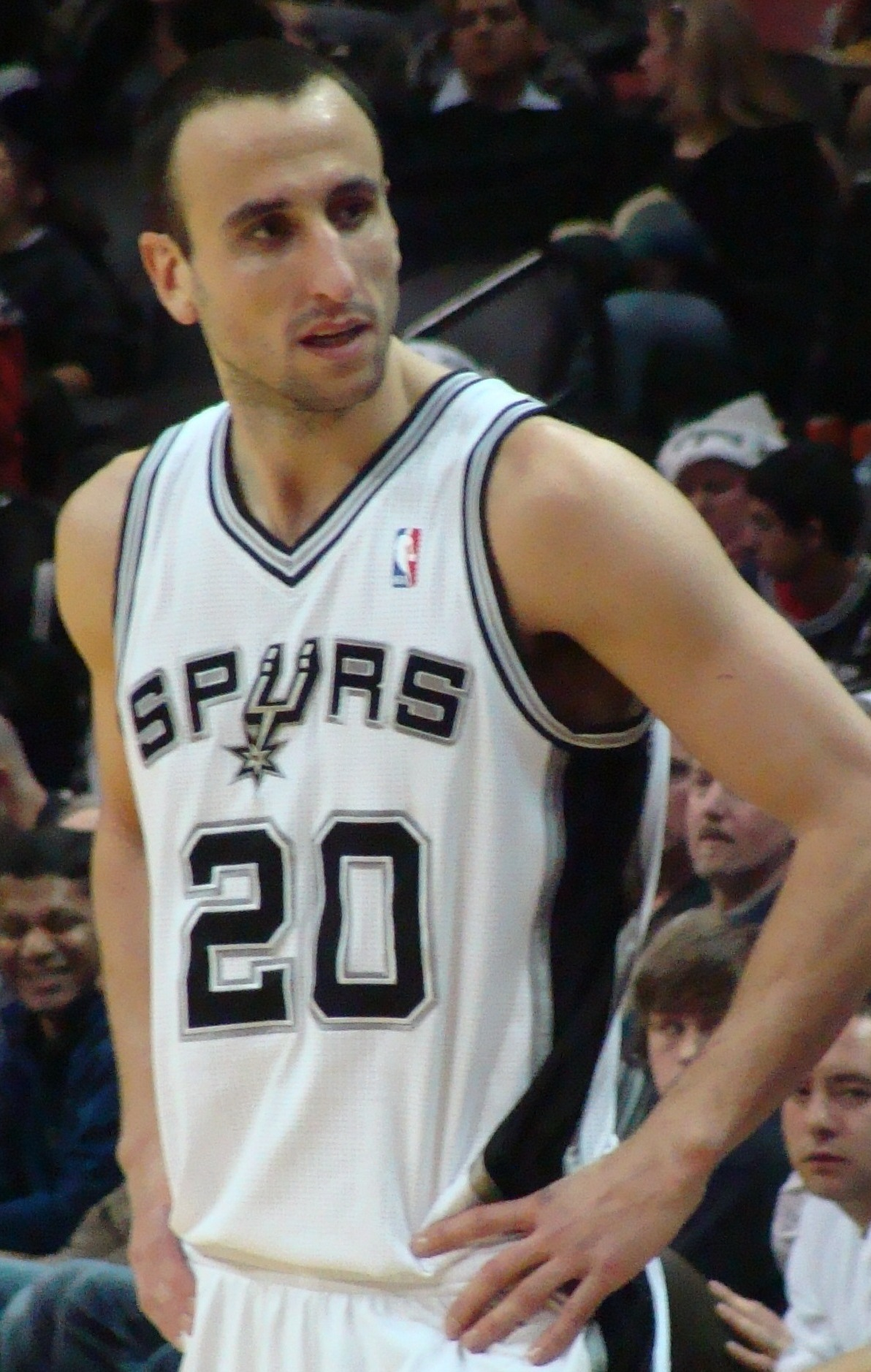
Manu Ginóbili
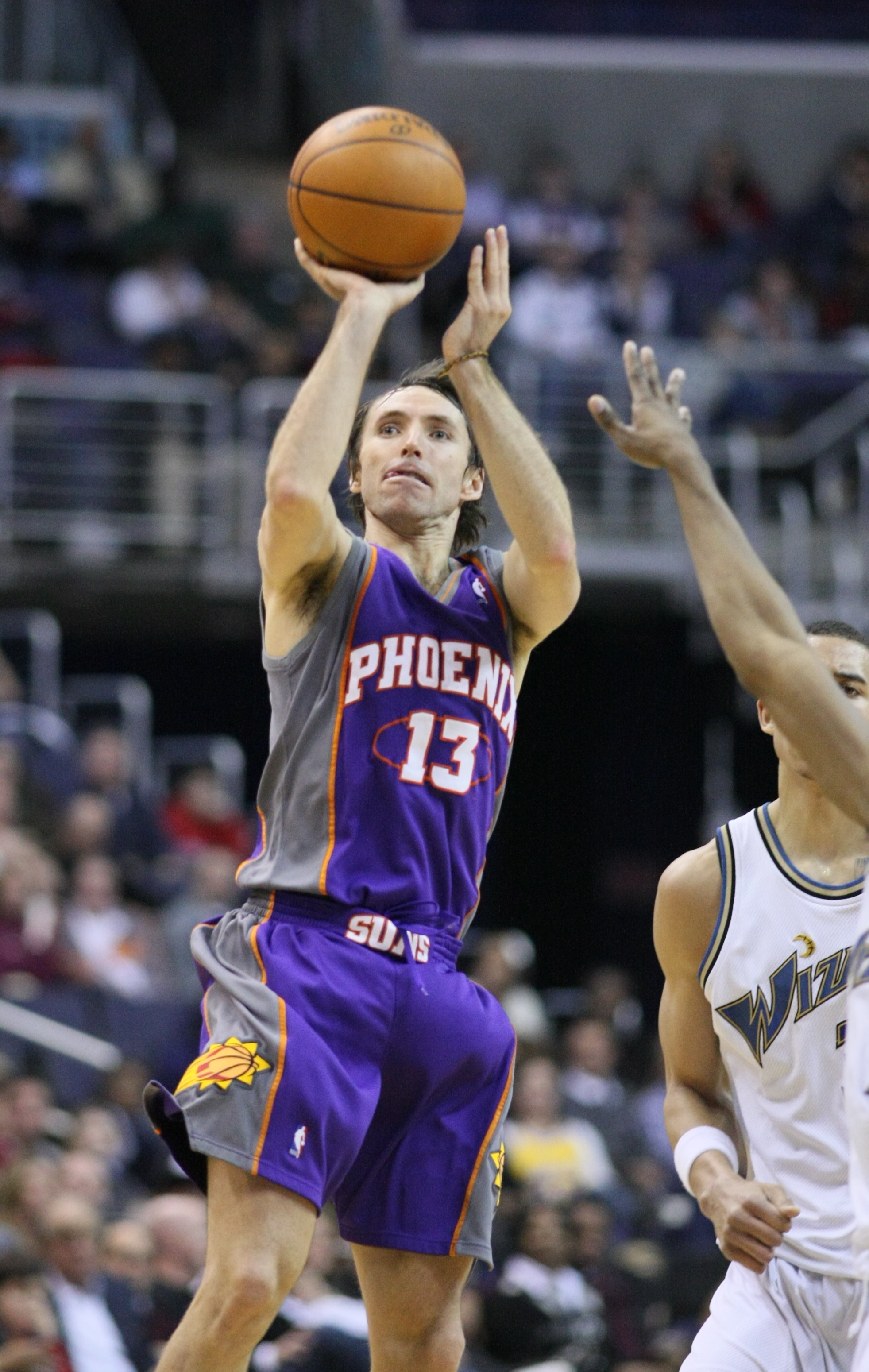
Steve Nash
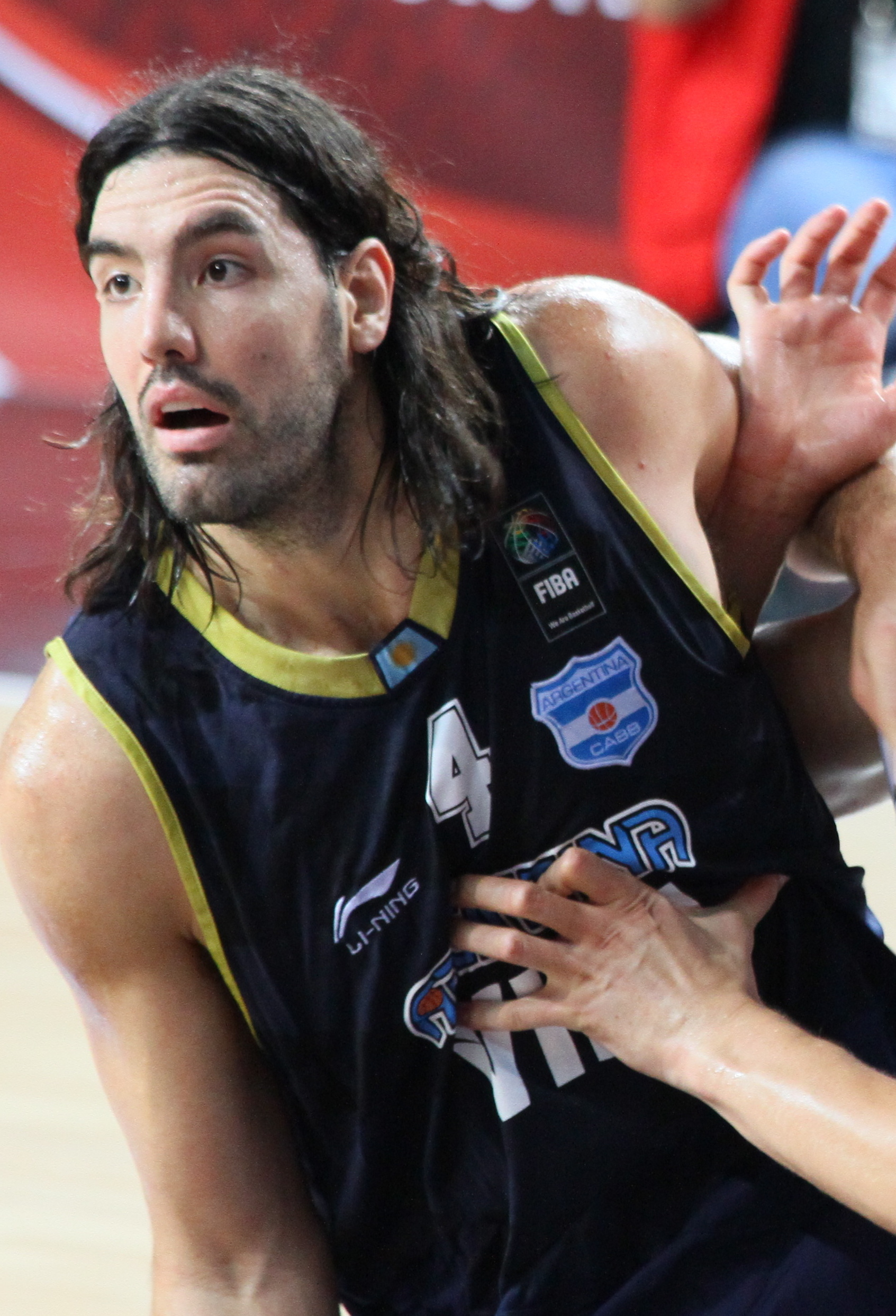
Luis Scola
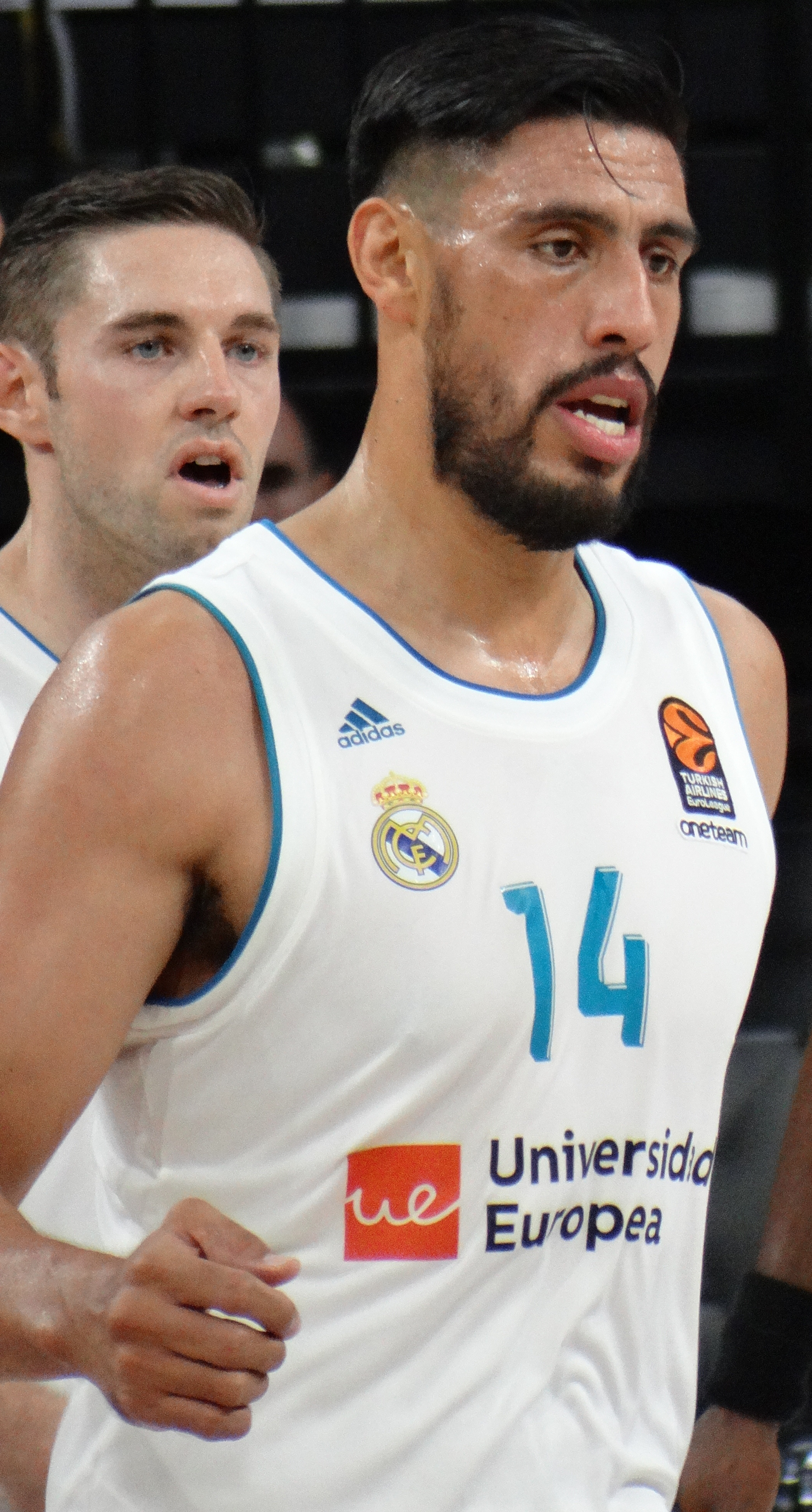
Gustavo Ayón
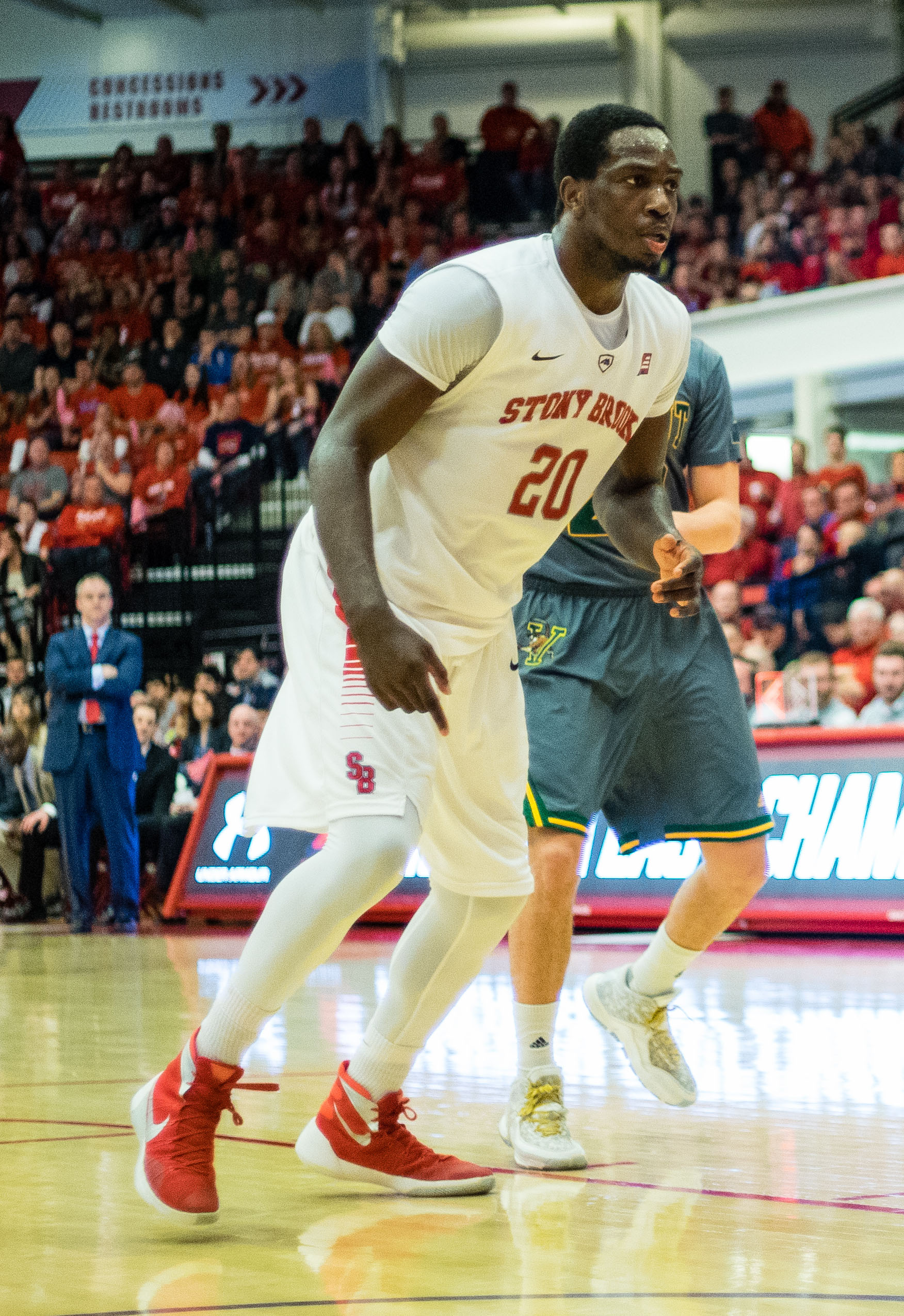
Jameel Warney